# Battle Hymns (Manowar)
Battle Hymns, prodotto nel 1982 dalla Liberty Records, è l'album di debutto della band statunitense heavy metal Manowar. L'album fu ri-registrato e prodotto col nome Battle Hymns MMXI.
L'album presenta sonorità perlopiù hard rock, sebbene vi siano tracce di diverso stampo musicale tali: William's Tale, una delle versioni heavy metal di musica classica che il gruppo talvolta propone, mettendo in risalto l'abilità del bassista Joey DeMaio; mentre Dark Avenger e la celeberrima Battle Hymn presentano sonorità epic metal, genere di cui il complesso statunitense sarà paladino nonché fra i fondatori. La canzone Dark Avenger include una narrazione da parte del regista Orson Welles.

## Tracce
1. Death Tone - 4:48 (Joey DeMaio; Ross the Boss)
2. Metal Daze - 4:18 (Joey DeMaio)
3. Fast Taker - 3:56 (Joey DeMaio; Ross the Boss)
4. Shell Shock - 4:04 (Joey DeMaio; Ross the Boss)
5. Manowar - 3:35 (Joey DeMaio; Ross the Boss)
6. Dark Avenger - 6:20 (Joey DeMaio; Ross the Boss)
7. William's Tale - 1:52 (Gioachino Rossini, arrangiata da DeMaio)
8. Battle Hymn - 6:55 (Joey DeMaio; Ross the Boss)

## Formazione
- Eric Adams - voce
- Ross the Boss - chitarra
- Joey DeMaio - basso
- Donny Hamzik - batteria